# 뽀로로 극장판 보물섬 대모험
《뽀로로 극장판 보물섬 대모험》은 2019년에 개봉한 대한민국의 애니메이션 영화로, 《뽀로로》의 다섯 번째 극장판이다.

## 줄거리
떠나자, 보물섬으로~!
뽀로로와 친구들의 스펙터클 보물찾기 어드벤처!
전설 속 보물을 찾아 떠난 뽀로로와 친구들은
우연히 손에 넣은 지도를 따라 신비의 보물섬에 도착한다.
그곳에서 사라진 실버 선장을 만나
비밀을 간직한 보물섬의 수수께끼를 풀어내지만,
악당 블랙 선장과 보물섬의 괴물로 인해 위기에 빠지는데...
과연 뽀로로와 친구들은 전설의 보물을 찾을 수 있을까?

## 출연진 (성우)
- 이선 - 뽀로로 역
- 이미자 - 크롱 역
- 김현지 - 에디 역
- 홍소영 - 루피 역
- 정미숙 - 패티 역
- 김서영 - 해리 역
- 김환진 - 포비 역
- 남도형 - 실버 역
- 정승욱 - 블랙 역
- 이장원 - 오리상인 역
- 황창영 - 크라켄 역
- 폴리 쇼어 - 다크 대위(Captain Dark)
- 존 헤저 - 포비(Poby)